# Quebrada Agua de Maíz
La Quebrada Agua de Maíz tiene su origen en el los linderos del Parque nacional El Ávila, su curso se desplaza en dirección norte – sur después de cruzar la ciudad de Caracas en su sector Este o mirandino desemboca en el río Guaire a nivel de la urbanización La Floresta después de cruzar subterráneamente la pista de aterrizaje de la Base Aérea Generalísimo Francisco de Miranda. 

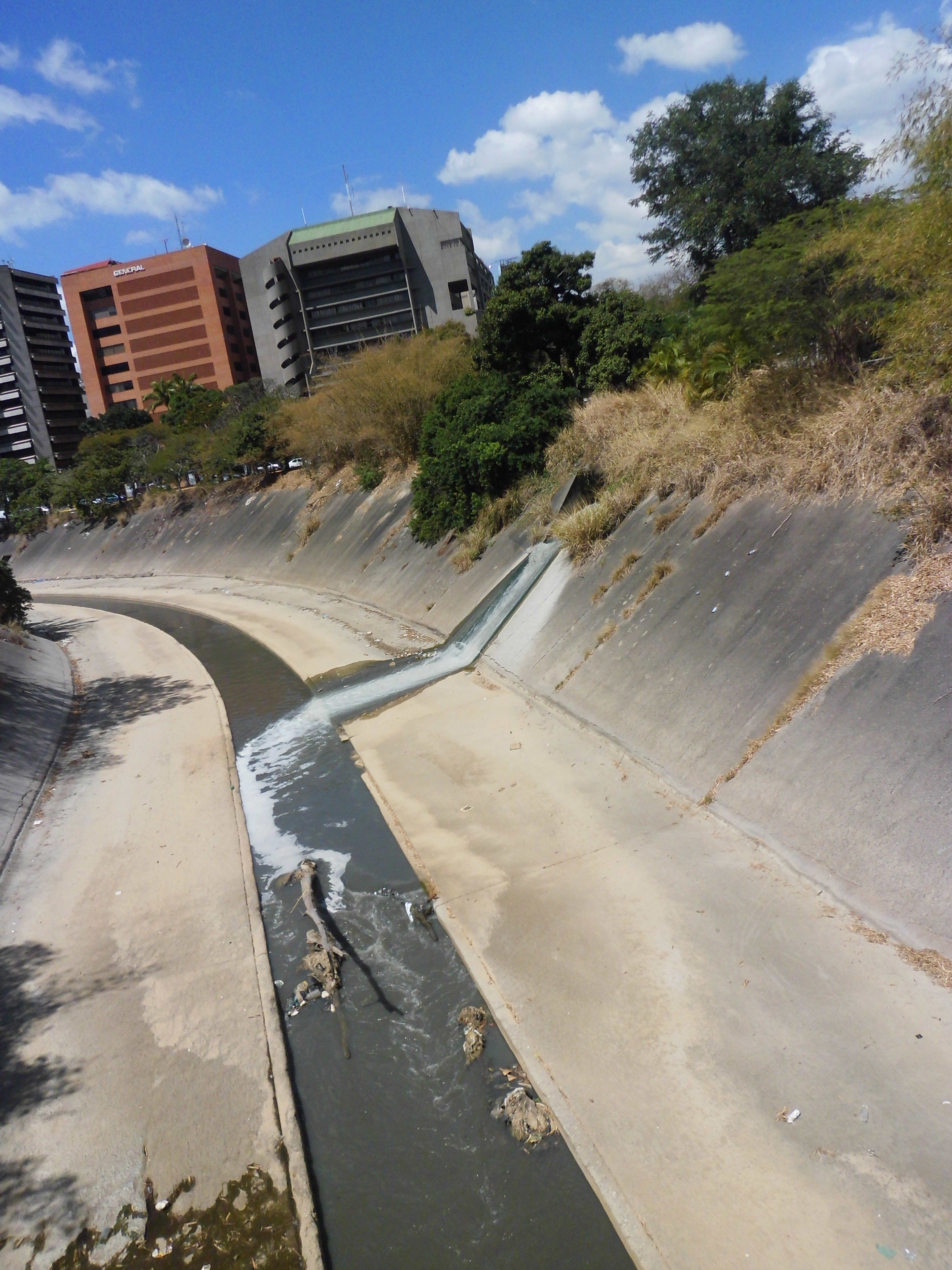
Boca de quebrada Agua de Maíz en el río Guaire a nivel de la urbanización Chuao

## Historia
Es de notar que esta quebrada presenta una boca previa a su desembocadura que colinda con la autopista Francisco Fajardo y la cual en la década comprendida entre los años (2000 - 2010) ha causado fuertes inundaciones esta importante arteria vial de la ciudad de Caracas.